# Anacamptodon amblystegioides
Anacamptodon amblystegioides là một loài Rêu trong họ Fabroniaceae. Loài này được Cardot mô tả khoa học đầu tiên năm 1911.